# 厄迪库尔苏莱科特
厄迪库尔苏莱科特（法語：Heudicourt-sous-les-Côtes，法語發音：[ødikuʁ su le kot]）是法国默兹省的一个市镇，位于该省东部，马迪讷湖西岸，属于科梅尔西区。

## 地理
厄迪库尔苏莱科特（48°55'57"N, 5°41'53"E）面积13.56 平方千米，位于法国大東部大區默兹省，该省份为法国西北部内陆省份，北与比利时接壤，西接马恩省和阿登省，南至上马恩省和孚日省，东临默尔特-摩泽尔省。
与厄迪库尔苏莱科特接壤的市镇（或旧市镇、城区）包括：比克西耶尔-苏莱科特、沙永、农萨尔-拉马尔什、维尼厄勒-莱阿通沙泰勒。

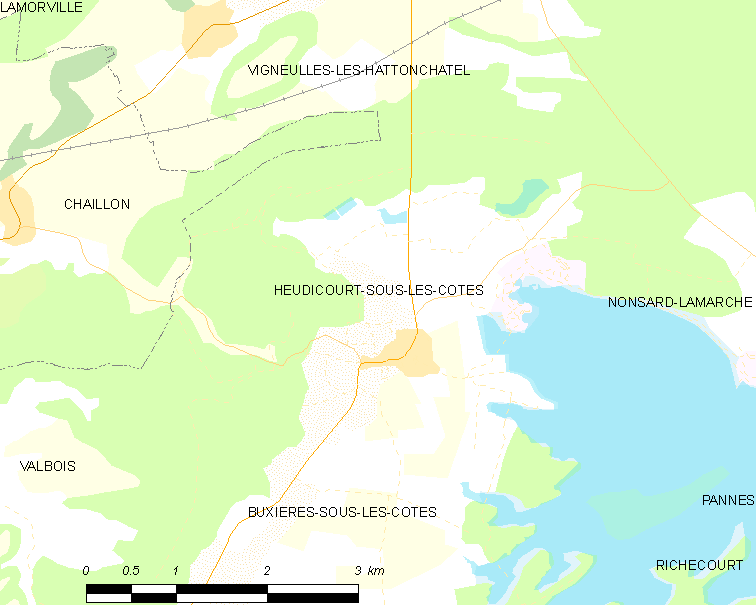
厄迪库尔苏莱科特的OSM定位图

厄迪库尔苏莱科特的时区为UTC+01:00、UTC+02:00（夏令时）。

## 行政
厄迪库尔苏莱科特的邮政编码为55210，INSEE市镇编码为55245。

## 政治
厄迪库尔苏莱科特所属的省级选区为圣米耶勒县。

## 人口

1962-2008年间厄迪库尔苏莱科特人口变化图示

厄迪库尔苏莱科特于2022年1月1日时的人口数量为169人。